# منتخب بلغاريا لكرة القدم
منتخب بلغاريا لكرة القدم (بالبلغارية: Български национален отбор по футбол) هو ممثل بلغاريا الرسمي في رياضة كرة القدم. شارك في كأس العالم لكرة القدم 7 مرات وأفضل إنجاز حققه هو المركز الرابع في نسخة 1994. كما شارك في بطولة أمم أوروبا لكرة القدم مرتين.

## وصلات خارجية
- قائمة بيانات المنتخب من الموقع الرسمي للفيفا باللغة العربية